# Archibald Cochrane (homme politique)
Pour les articles homonymes, voir Archibald Cochrane et Cochrane.
Archibald Douglas Cochrane (8 janvier 1885 - 16 avril 1958) est un homme politique et officier de marine écossais.

## Jeunesse
Deuxième fils de Thomas Cochrane, il sert dans la Royal Navy comme aspirant à partir de 1901. En juin 1902, il est affecté au cuirassé HMS London, qui est le navire amiral de la Revue de Couronnement pour le roi Édouard VII en août 1902 avant qu'elle ne soit affectée à la Station méditerranéenne plus tard la même année. Pendant la Première Guerre mondiale il est mentionné trois fois dans des dépêches et reçoit l'ordre et la barre du service distingué.

## Carrière politique
Il est député unioniste d'East Fife de 1924 jusqu'à ce qu'il perde son siège aux élections générales de 1929. Il siège ensuite pour Dunbartonshire d'une élection partielle de 1932 jusqu'en 1936.
Il est gouverneur de la Birmanie de 1936 à 1941. Il est également administrateur de la Standard Life.

## Vie privée
En 1926, il épouse Julia Dorothy, fille de Fiennes Cornwallis. Le couple a un fils Douglas et une fille Mabel .
Il est nommé chevalier commandeur de l'ordre de l'Étoile d'Inde en 1936 et chevalier grand-croix de l'ordre de Saint-Michel et Saint-Georges en 1937.